# Wyoming (Minnesota)
Wyoming è una città degli Stati Uniti d'America, situata in Minnesota, nella Contea di Chisago.